# Darren Wharton
Darren Wharton (Failsworth, 25 dicembre 1962) è un tastierista, cantante e compositore britannico.
Dal 1989 è il fondatore, autore e frontman del gruppo musicale Dare. Fece parte dei Thin Lizzy dal 1980 al 1983 con il ruolo di tastierista.

## Biografia
Darren Wharton nacque il 25 dicembre 1962 a Failsworth, nei pressi di Manchester. Trascorse l'infanzia a Oldham dove prese le prime lezioni di musica e giocò anche a calcio.
Darren suonò in diverse cover band fino a che Phil Lynott non lo notò e, a soli 17 anni d'età, lo portò ai Good Earth Studios di Londra per lavorare sulle registrazioni di Chinatown nell'autunno 1980. Il suo esordio ufficiale avvenne a Oslo lo stesso anno.
Dopo la pubblicazione di Thunder and Lightning, i Thin Lizzy si sciolsero e Darren iniziò a lavorare così al suo progetto solista. Sorpassato lo shock per la morte di Lynott nel 1986, Darren si sposò con la sua compagna e si trasferì definitivamente a Oldham.
Nel 1989 Wharton fondò i Dare e nello stesso anno registrò negli studio di Joni Mitchell in California Out of the Silence, disco d'esordio. Il singolo Abandon fu trasmesso su MTV senza sosta e portò i Dare in tour in Europa nel Out Of This World 1990 tour. Il 20 agosto 1989 Darren divenne padre di Parris Wharton.
A seguito di alcune critiche che definivano i Dare troppo soft, nel 1991 fu registrato l'album Blood From Stone, disco spiccatamente hard rock. A questo lavoro seguì il più atmosferico Calm Before the Storm, registrato negli studio personali di Darren.
Nel 2000 Darren rifiutò di unirsi alla formazione tributo dei Thin Lizzy per un tour USA per completare il disco Belief, pubblicato nel settembre 2001, album dalle spiccate influenze celtiche.

## Discografia

### Con i Thin Lizzy
- 1980 - Chinatown (1980) come session-man
- 1981 - Renegade (1981)
- 1983 - Thunder and Lightning (1983)
- 1983 - Life (farewell concert album) (1983)
- 2000 - One Night Only (live) (2000)

### Con Philip Lynott
- 1982 - The Philip Lynott Album (1982)

### Con i Dare
- 1989 - Out of the Silence
- 1991 - Blood from Stone
- 1998 - Calm Before the Storm
- 2001 - Belief
- 2004 - Beneath the Shining Water
- 2005 - The Power of Nature (Live in Munich) (anche in versione DVD)
- 2009 - Arc of the Dawn
- 2012 - Calm Before the Storm 2
- 2016    (Sacred Ground)
- 2022    (Road To Eden)